# Ca Garbinada
Ca Garbinada és un edifici a la vila de Ginestar (Ribera d'Ebre) inclòs a l'Inventari del Patrimoni Arquitectònic de Catalunya. Edifici bastit vers l'any 1892, com ho testimonia la data que presideix la llinda de la porta principal. Situada a la banda de ponent del nucli urbà de la vila de Ginestar, formant cantonada entre el carrer de la Creu i el de Clavé.
Edifici de planta més o menys rectangular format per tres cossos adossats, i un petit pati a la part posterior de la finca, amb accés des del carrer Clavé. Presenta les cobertes de teula i està distribuït en planta baixa, dos pisos i golfes. Totes les obertures de l'edifici són rectangulars exceptuant el portal d'accés de la façana principal, d'arc rebaixat emmarcat en pedra decorada, amb la clau destacada i gravada amb la data 1892 i les inicials "J.N". A cada pis hi ha tres balcons exempts amb les llosanes motllurades i els finestrals de sortida rematats per emmarcaments ornamentats, disposats a manera de guardapols. Les obertures de les golfes, de dimensions més petites, estan agrupades per parelles. La resta del parament de la planta presenta plafons rectangulars esgrafiats, decorats amb motius vegetals i florals. Una cornisa motllurada remata la part superior de l'edifici. La façana principal presenta un parament arrebossat imitant blocs de pedra picada. Les façanes laterals dels cossos posteriors, en canvi, deixen la pedra vista. L'aparell és de pedra sense treballar lligada amb abundant morter.